# Until Death Do Us Part
Until Death do us Part (死がふたりを分かつまで?, Shi ga futari wo wakatsu made) è un manga serializzato sulla rivista giapponese Young Gangan dal dicembre 2005 e che si è concluso con il ventiseiesimo volume. È scritto da Hiroshi Takashige e disegnato da DOUBLE-S. La storia segue le vicende di una giovane ragazza con forti abilità precognitive. A causa di queste sue abilità, viene presa in ostaggio da un gruppo della Yakuza, il cui scopo è sfruttarla per trarne profitto. Tuttavia, sapendo ciò a cui sta andando incontro, chiede aiuto ad uno spadaccino cieco, la sua unica via d'uscita, proponendogli di proteggerla "finché morte non li separi". Inizia così un lungo percorso di scontri atti a tenere la ragazza in salvo e le sue abilità fuori dalla portata di chi le sfrutterebbe.

## Trama
Haruka Tōyama, una giovane ragazza, è rapita da agenti di una temuta associazione chiamata EX-SOLID per via delle sue abilità precognitive. Tuttavia, viene protetta da un uomo chiamato Hijikata Mamoru, uno spadaccino cieco, ex-kendōka e detenuto, al quale chiede disperatamente aiuto e protezione finché "morte non li separi".
Presto risulta evidente, tuttavia, che quasi l'intera malvivenza sta mirando ad Haruka. Tocca quindi a Mamoru, ed al suo partner Igawa, a fornirle una protezione costante e illimitata. Avendo bisogno di un po' di aiuto, contattano la loro società capo, un gruppo paramilitare vigilante segreto chiamato Element Network. Diversi membri del Network vengono coinvolti nel proteggere Haruka, la quale ricambia assistendoli nello sconfiggere mercenari e assassini sulle loro tracce.

## Personaggi principali

### Blade
Mamoru Hijikata (土方 護?, Hijikata Mamoru)
È il protagonista della storia, il suo nome "Mamoru" significa "proteggere". Nonostante sia quasi completamente cieco, è un maestro nel Kenjutsu. Per compensare la perdita della vista di Mamoru, Igawa ha sviluppato degli occhiali da sole che proiettano direttamente una riproduzione grafica della realtà circostante sulla sua retina.
La sua arma è una katana (nascosta all'interno del suo bastone) ricoperta da una speciale pellicola che gli permette di tagliare essenzialmente attraverso qualsiasi cosa, inclusi i proiettili. Avendo acquisito in passato molta esperienza nei combattimenti con la spada e recentemente la sua nuova "vista", egli è ormai capace di partecipare a combattimenti corpo a corpo coi suoi avversari. Mamoru mostra anche l'abilità di lanciare coltelli con eccezionale precisione. 
Audace e asociale, si preoccupa poco dei nemici, ma questo non implica che non abbia sentimenti. Un tempo, era il protetto delle antiche arti marziali. Tuttavia, ha ucciso il suo maestro, Makabe, con una spada di legno. Nel capitolo 107, si scopre che Mamoru ha perso la vista a causa di un'esplosione durante degli scontri in Cecenia.
Haruka Tōyama (遠山 遥?, Tōyama Haruka)
È la protagonista femminile della storia, il suo nome "Haruka" vuol dire "distante". Possiede l'abilità di prevedere il futuro, o più accuratamente, molti esiti possibili del futuro (ad esempio Haruka può "vedere" che lei e Mamoru un giorno saranno sposati). Igawa, per far sì che possa frequentare la scuola, ha creato per lei una falsa identità, Haruna Tachibana, la figlia di Sierra. Haruka ha effettuato anche un addestramento al combattimento con Inaba, grazie al quale acquisisce un ruolo più attivo durante i combattimenti. Haruka ha anche dimostrato la capacità di disarmare gli avversari.
Già dall'inizio di cinque anni, Haruka era in grado di prevedere eventi futuri intorno a sé. Più di tutti le compariva Mamoru. Visto all'inizio solo come un'immagine di una figura minacciosa che la terrorizzava. Abituatasi col tempo, si accorse infine che in realtà lui la stava proteggendo da dei nemici che volevano farle del male. In più di un'occasione, Mamoru rischiò la vita e fu Haruka con le sue premonizioni a salvarlo.  
Ryōtarō Igawa (井川 良太郎?, Igawa Ryōtarō)
Compagno di squadra di Mamoru che si occupa principalmente degli aspetti tecnici delle operazioni del Blade. Aveva una sorella minore che frequentava le elementari, ma è stata uccisa. Egli guida una Chevrolet Astro modificata con equipaggiamento elettronico e di comunicazione, incluso uno scanner della polizia che monitora tutte le frequenze delle forze dell'ordine Giapponesi, esterni a prova di proiettile e un macchinario che permette all'auto di cambiare colore per evitare di essere rilevata dalla polizia o dai criminali. Utilizza il sistema operativo Linux per i suoi computer.
Dai Ibuki (伊吹 大?, Ibuki Dai)
Membro del Blade, ha la stessa età di Igawa. Guida una particolare motocicletta che corre silenziosamente e ha una speciale "Trial Mode" per effettuare salti a mezz'aria. Dai ha un rancore verso Mamoru e crede di essere un suo eguale. Nei capitoli 75-76, si scontrano, ma vengono interrotti da Tatsumi Daiba.

## Volumi
| Nº | Titolo italiano Giapponese 「Kanji」 - Rōmaji               | Data di prima pubblicazione              | Data di prima pubblicazione          |
| Nº | Titolo italiano Giapponese 「Kanji」 - Rōmaji               | Giapponese                               | Italiano                             |
| 1  | Until Death do us Part 1 「死がふたりを分かつまで 第1巻」   | 24 dicembre 2005 ISBN 4-7575-1594-4      | 9 gennaio 2011 ISBN 9788861239258    |
| 2  | Until Death do us Part 2 「死がふたりを分かつまで 第2巻」   | 24 giugno 2006 ISBN 4-7575-1685-1        | 6 febbraio 2011 ISBN 9788861238565   |
| 3  | Until Death do us Part 3 「死がふたりを分かつまで 第3巻」   | 25 ottobre 2006 ISBN 4-7575-1802-1       | 27 febbraio 2011 ISBN 9788861239517  |
| 4  | Until Death do us Part 4 「死がふたりを分かつまで 第4巻」   | 23 febbraio 2007 ISBN 978-4-7575-1954-1  | 16 aprile 2011 ISBN 9788861239791    |
| 5  | Until Death do us Part 5 「死がふたりを分かつまで 第5巻」   | 25 giugno 2007 ISBN 978-4-7575-2030-1    | 8 maggio 2011 ISBN 9788861239944     |
| 6  | Until Death do us Part 6 「死がふたりを分かつまで 第6巻」   | 23 ottobre 2007 ISBN 978-4-7575-2150-6   | 18 giugno 2011 ISBN 9788866340331    |
| 7  | Until Death do us Part 7 「死がふたりを分かつまで 第7巻」   | 24 maggio 2008 ISBN 978-4-7575-2280-0    | 24 luglio 2011 ISBN 9788866340560    |
| 8  | Until Death do us Part 8 「死がふたりを分かつまで 第8巻」   | 25 novembre 2008 ISBN 978-4-7575-2431-6  | 13 agosto 2011 ISBN 9788866340775    |
| 9  | Until Death do us Part 9 「死がふたりを分かつまで 第9巻」   | 25 marzo 2009 ISBN 978-4-7575-2515-3     | 17 settembre 2011 ISBN 9788866341062 |
| 10 | Until Death do us Part 10 「死がふたりを分かつまで 第10巻」 | 25 settembre 2009 ISBN 978-4-7575-2684-6 | 22 ottobre 2011 ISBN 9788866341246   |
| 11 | Until Death do us Part 11 「死がふたりを分かつまで 第11巻」 | 27 febbraio 2010 ISBN 978-4-7575-2810-9  | 10 dicembre 2011 ISBN 9788866341598  |
| 12 | Until Death do us Part 12 「死がふたりを分かつまで 第12巻」 | 25 giugno 2010 ISBN 978-4-7575-2912-0    | 4 febbraio 2012 ISBN 9788866341895   |
| 13 | Until Death do us Part 13 「死がふたりを分かつまで 第13巻」 | 25 novembre 2010 ISBN 978-4-7575-3036-2  | 18 febbraio 2012 ISBN 9788866342168  |
| 14 | Until Death do us Part 14 「死がふたりを分かつまで 第14巻」 | 25 marzo 2011 ISBN 978-4-7575-3172-7     | 28 aprile 2012 ISBN 9788866342458    |
| 15 | Until Death do us Part 15 「死がふたりを分かつまで 第15巻」 | 25 luglio 2011 ISBN 978-4-7575-3296-0    | 30 giugno 2012 ISBN 9788866342830    |
| 16 | Until Death do us Part 16 「死がふたりを分かつまで 第16巻」 | 25 gennaio 2012 ISBN 978-4-7575-3485-8   | 30 gennaio 2016                      |
| 17 | Until Death do us Part 17 「死がふたりを分かつまで 第17巻」 | 25 aprile 2012 ISBN 978-4-7575-3573-2    | 19 marzo 2016                        |
| 18 | Until Death do us Part 18 「死がふたりを分かつまで 第18巻」 | 25 settembre 2012 ISBN 978-4-7575-3739-2 | 18 maggio 2016                       |
| 19 | Until Death do us Part 19 「死がふたりを分かつまで 第19巻」 | 25 gennaio 2013 ISBN 978-4-7575-3864-1   | 13 luglio 2016                       |
| 20 | Until Death do us Part 20 「死がふたりを分かつまで 第20巻」 | 25 maggio 2013 ISBN 978-4-7575-3975-4    | 14 settembre 2016                    |
| 21 | Until Death do us Part 21 「死がふたりを分かつまで 第21巻」 | 25 settembre 2013 ISBN 978-4-7575-4082-8 | 30 novembre 2016                     |
| 22 | Until Death do us Part 22 「死がふたりを分かつまで 第22巻」 | 25 gennaio 2014 ISBN 978-4-7575-4210-5   | 15 febbraio 2017                     |
| 23 | Until Death do us Part 23 「死がふたりを分かつまで 第23巻」 | 25 giugno 2014 ISBN 978-4-7575-4341-6    | 31 marzo 2017                        |
| 24 | Until Death do us Part 24 「死がふたりを分かつまで 第24巻」 | 25 novembre 2014 ISBN 978-4-7575-4477-2  | 14 giugno 2017                       |
| 25 | Until Death do us Part 25 「死がふたりを分かつまで 第25巻」 | 25 luglio 2015 ISBN 978-4-7575-4622-6    | 23 agosto 2017                       |
| 26 | Until Death do us Part 26 「死がふたりを分かつまで 第26巻」 | 25 febbraio 2016 ISBN 978-4-7575-4892-3  | 18 ottobre 2017                      |